# Парадокс дружбы

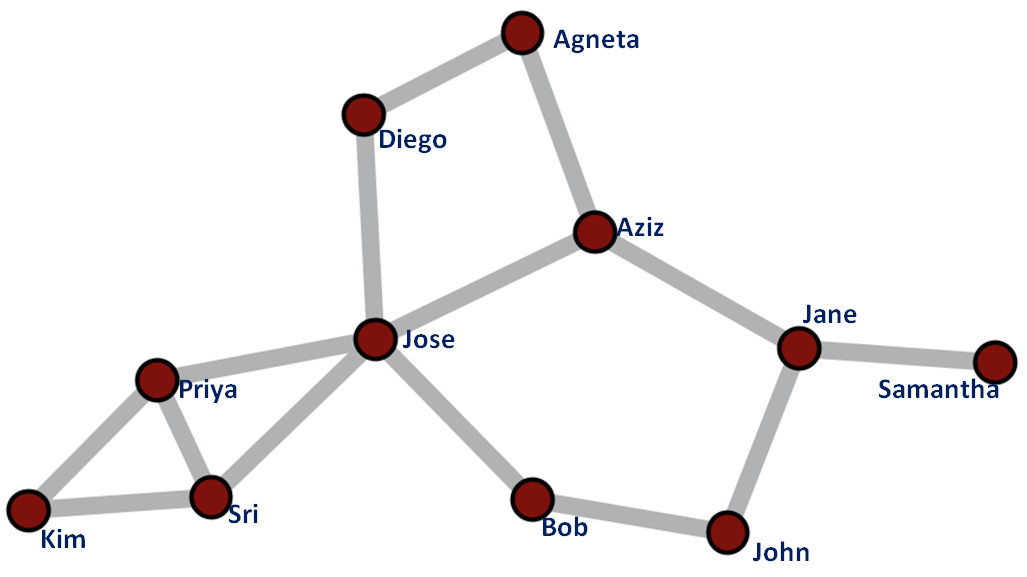
Простой социальный граф с наблюдаемым парадоксом дружбы: почти у всех (кроме Jose и Jane) друзей меньше, чем в среднем у их друзей

Парадокс дружбы (англ. friendship paradox) — феномен, состоящий в том, что, как правило, у большинства людей друзей меньше, чем в среднем у их друзей.

## История
Явление обнаружил в 1991 году социолог из государственного университета Нью-Йорка Скотт Фельд (англ. Scott L Feld), изучая социальные сети (термин в социологии, означающий совокупность социальных связей для произвольной группы).
Парадокс верен также и для социальных сетей в более узком смысле, а именно для социальных сетей в интернете. Например, в 2012 году он был подтверждён исследователями Корнеллского университета, которые проанализировали 721 миллион пользователей Facebook.
Учёные также показали, что это утверждение верно для 98% пользователей Twitter.
Несмотря на видимую парадоксальность гипотезы, она математически логична и выводится из базовых принципов теории графов.
В частности, парадокс можно объяснить смещением выборки, в которой люди с большим числом связей имеют более высокую вероятность наблюдаться в числе друзей.
Аналогичное наблюдение можно применить и для других связанных сообществ. Например, сексуальные партнёры большинства людей имели в среднем большее число половых партнёров, чем они сами.
Данный парадокс выполняется не только для среднего количества друзей друзей, но и для медианы..